# Megaselia bulbosa
Megaselia bulbosa is een vliegensoort uit de familie van de bochelvliegen (Phoridae). De wetenschappelijke naam van de soort werd voor het eerst geldig gepubliceerd in 1936 door Brues.